# APOBEC3G
APOBEC3G (англ. Apolipoprotein B mRNA editing enzyme catalytic subunit 3G) – білок, який кодується однойменним геном, розташованим у людей на короткому плечі 22-ї хромосоми.  Довжина поліпептидного ланцюга білка становить 384 амінокислот, а молекулярна маса — 46 408. Цей білок належить до родини цитидиндезаміназ, його ген у приматів та людини знаходиться у кластері генів APOBEC3. 
| 10         |  | 20         |  | 30         |  | 40         |  | 50         |
| ---------- |  | ---------- |  | ---------- |  | ---------- |  | ---------- |
| MKPHFRNTVE |  | RMYRDTFSYN |  | FYNRPILSRR |  | NTVWLCYEVK |  | TKGPSRPPLD |
| AKIFRGQVYS |  | ELKYHPEMRF |  | FHWFSKWRKL |  | HRDQEYEVTW |  | YISWSPCTKC |
| TRDMATFLAE |  | DPKVTLTIFV |  | ARLYYFWDPD |  | YQEALRSLCQ |  | KRDGPRATMK |
| IMNYDEFQHC |  | WSKFVYSQRE |  | LFEPWNNLPK |  | YYILLHIMLG |  | EILRHSMDPP |
| TFTFNFNNEP |  | WVRGRHETYL |  | CYEVERMHND |  | TWVLLNQRRG |  | FLCNQAPHKH |
| GFLEGRHAEL |  | CFLDVIPFWK |  | LDLDQDYRVT |  | CFTSWSPCFS |  | CAQEMAKFIS |
| KNKHVSLCIF |  | TARIYDDQGR |  | CQEGLRTLAE |  | AGAKISIMTY |  | SEFKHCWDTF |
| VDHQGCPFQP |  | WDGLDEHSQD |  | LSGRLRAILQ |  | NQEN       |  |            |

A: Аланін

C: Цистеїн

D: Аспарагінова кислота

E: Глутамінова кислота

F: Фенілаланін

G: Гліцин

H: Гістидин

I: Ізолейцин

K: Лізин

L: Лейцин

M: Метіонін

N: Аспарагін

P: Пролін

Q: Глутамін

R: Аргінін

S: Серин

T: Треонін

V: Валін

W: Триптофан

Задіяний у таких біологічних процесах як вроджений імунітет, взаємодія хазяїн-вірус, антивірусний захист. Відповідає за дезамінування цидитиинів ДНК ретровірусів, вірусу гепатиту B, ретротранспозонів.
Білок має сайт для зв'язування з іоном цинку. Локалізований у цитоплазмі, ядрі.
APOBEC3G присутній у багатьох тканинах і клітинах, зокрема в T-лімфоцитах. Цей білок уперше було відкрито завдяки його взаємодії із білком Vif вірусу імунодефіциту людини.
У 2016 році було виявлено, що чимало генетичних відмінностей між послідовністю ДНК людини та людиноподібних мавп визначається локусами, подібними до тих, що редагує APOBEC3G.